# أمبروز ماديسون
أمبروز ماديسون (بالإنجليزية: Ambrose Madison)‏ (17 يناير 1696 - 27 أغسطس 1732) كان مزارع و سياسي أمريكي في فيرجينيا. كان والد جيمس ماديسون الأب و جد الرئيس الأمريكي جيمس ماديسون.
كان ماديسون ابن جون ماديسون الإبن و إيزابيلا ماينور تود. قتل بواسطة السم من طرف ثلاثة من عبيده الأفارقة، هم ديدو، تورك، و بومباي الذي ترأسهم و تم إعدامه، أما الاثنان الأخران فعوقبا بالضرب بالسياط.